# Argo (re di Argo)
Nella mitologia greca, Argo (Ἄργος, Argos) è stato un re di Foronea, città da lui in seguito rinominata come Argo. Figlio di Zeus e Niobe, figlia di Foroneo e probabilmente fratello di Pelasgo. Argo è succeduto al suo zio materno. Una nota su Omero considera Argo come figlio e successore di Apis.
Argo si sposò con Evadne, figlia di Strimone e Neera, o con l'oceanina Peito ed ebbe sei figli: Criaso, Ecbaso, Iaso, Peiranto (o Peiras, Peiraso, Peiren), Epidauro e Tirinto. In accordo con Pausania, Forbante fu anche figlio di Argo mentre il resto delle fonti lo considera figlio di Criaso, quindi nipote di Argo.
La tomba di Argo poteva ancora essere visitata al tempo di Pausania, il quale fa anche menzione a un bosco consacrato ad Argo in Laconia, dove alcuni argivi si rifugiarono dopo essere stati vinti da Cleomene I, e dove perirono abbracciati.